# العلاقات البلغارية التركية
العلاقات البلغارية التركية هي العلاقات الثنائية التي تجمع بين بلغاريا وتركيا.

## مقارنة بين البلدين
هذه مقارنة عامة ومرجعية للدولتين:
| وجه المقارنة                                              | بلغاريا                                                                             | تركيا         |
| --------------------------------------------------------- | ----------------------------------------------------------------------------------- | ------------- |
| المساحة (كم2)                                             | 110.99 ألف                                                                          | 783.56 ألف    |
| عدد السكان (نسمة)                                         | 7.08 مليون                                                                          | 80.14 مليون   |
| الكثافة السكانية (ن./كم²)                                 | 63.79                                                                               | 102.28        |
| العاصمة                                                   | صوفيا                                                                               | أنقرة         |
| اللغة الرسمية                                             | اللغة البلغارية                                                                     | اللغة التركية |
| العملة                                                    | ليف بلغاري                                                                          | ليرة تركية    |
| الناتج المحلي الإجمالي (بليون دولار)                      | 56.83 مليار                                                                         | 851.10 مليار  |
| الناتج المحلي الإجمالي (تعادل القوة الشرائية) بليون دولار | 130.99 مليار                                                                        | 1.57 تريليون  |
| الناتج المحلي الإجمالي الاسمي للفرد دولار أمريكي          | 8.03 ألف                                                                            | 9.12 ألف      |
| الناتج المحلي الإجمالي للفرد دولار أمريكي                 | 17.21 ألف                                                                           | 19.79 ألف     |
| مؤشر التنمية البشرية                                      | 0.782                                                                               | 0.761         |
| رمز المكالمات الدولي                                      | +359                                                                                | +90           |
| رمز الإنترنت                                              | .bg، .бг ‏                                                                           | .tr           |
| المنطقة الزمنية                                           | ت ع م+02:00، ت ع م+03:00، أوروبا/صوفيا ‏، توقيت شرق أوروبا، توقيت شرق أوروبا الصيفي ‏ | ت ع م+03:00   |

## مدن متوأمة
في ما يلي قائمة باتفاقيات التوأمة بين مدن بلغارية وتركية:
- ترتبط Nikopol Municipality [الإنجليزية]‏ مع باندرمة باتفاقية توأمة.[17]
- ترتبط سموليان مع إسطنبول باتفاقية توأمة منذ 1998.
- ترتبط أسينوفغراد مع برغاما باتفاقية توأمة منذ 1992.[18]
- ترتبط Haskovo Municipality [الإنجليزية]‏ مع أدرنة باتفاقية توأمة.[19][20][21]
- ترتبط سليفن مع تكيرداغ باتفاقية توأمة منذ 1965.
- ترتبط بورغاس مع ساريير باتفاقية توأمة منذ 14 يوليو 1998.[22][22][22][22]
- ترتبط بلوفديف مع إسطنبول باتفاقية توأمة.
- ترتبط صوفيا مع أنقرة باتفاقية توأمة منذ 2000.
- ترتبط هاسكوفو مع أدرنة باتفاقية توأمة.[21][19][20][21]
- ترتبط شومن مع آدابازاري باتفاقية توأمة.
- ترتبط بلجق [الإنجليزية]‏ مع أرموتالان باتفاقية توأمة.
- ترتبط فيليكو ترنوفو مع تكيرداغ باتفاقية توأمة منذ 22 سبتمبر 1989.[23][24][25][26]
- ترتبط بلفن مع بورصة باتفاقية توأمة منذ 1999.
- ترتبط برنيك مع نيلوفر باتفاقية توأمة منذ 1 أكتوبر 2004.[27][28][29][30]
- ترتبط كارجلي مع إزمير باتفاقية توأمة منذ 2008.[31][31]
- ترتبط فارنا مع بايبورت باتفاقية توأمة منذ 1 ديسمبر 2010.[32][32][32][32]
- ترتبط يامبل مع أدرنة باتفاقية توأمة.
- ترتبط سيليسترا مع لولة برغوس [الإنجليزية]‏ باتفاقية توأمة.
- ترتبط بلدية برغاس [الإنجليزية]‏ مع ساريير باتفاقية توأمة.[22][22]

## منظمات دولية مشتركة
يشترك البلدان في عضوية مجموعة من المنظمات الدولية، منها:
| علم المنظمة | اسم المنظمة                               | تاريخ انضمام بلغاريا | تاريخ انضمام تركيا |
| ----------- | ----------------------------------------- | -------------------- | ------------------ |
|             | وكالة ضمان الاستثمار متعدد الأطراف        | 23 سبتمبر 1992       | 3 يونيو 1988       |
|             | الأمم المتحدة                             | 14 ديسمبر 1955       | 24 أكتوبر 1945     |
|             | الفريق المعني برصد الأرض                  | ?                    | ?                  |
|             | مركز تنسيق الحركة في أوروبا ‏              | ?                    | ?                  |
|             | منظمة حظر الأسلحة الكيميائية              | ?                    | ?                  |
|             | منظمة التجارة العالمية                    | 1 ديسمبر 1996        | 26 مارس 1995       |
|             | منظمة الشرطة الجنائية الدولية             | ?                    | ?                  |
|             | منظمة الأمن والتعاون في أوروبا            | 25 يونيو 1973        | 25 يونيو 1973      |
|             | حلف شمال الأطلسي                          | 29 مارس 2004         | 18 فبراير 1952     |
|             | نظام تحكم تكنولوجيا القذائف               | 2004                 | 1997               |
|             | يونسكو                                    | 17 مايو 1956         | 4 نوفمبر 1946      |
|             | مجلس أوروبا                               | 7 مايو 1992          | 9 أغسطس 1949       |
|             | الاتحاد البريدي العالمي                   | ?                    | ?                  |
|             | البنك الدولي للإنشاء والتعمير             | 25 سبتمبر 1990       | 11 مارس 1947       |
|             | اتفاقية السماوات المفتوحة                 | ?                    | ?                  |
|             | منظمة التعاون الاقتصادي للبحر الأسود      | ?                    | ?                  |
|             | الاتحاد الدولي للاتصالات                  | 18 سبتمبر 1880       | 1866               |
|             | مؤسسة التمويل الدولية                     | 22 يوليو 1991        | 19 ديسمبر 1956     |
|             | المنظمة الأوروبية لسلامة الملاحة الجوية   | 1997                 | 1989               |
|             | المركز الدولي لتسوية المنازعات الاستشارية | 13 مايو 2001         | 2 أبريل 1989       |
|             | مجموعة أستراليا                           | 2001                 | 2000               |
|             | مجموعة الموردين النوويين                  | ?                    | ?                  |

## أعلام
هذه قائمة لبعض الشخصيات التي تربطها علاقات بالبلدين:
- أحمد دوغان (سياسي بلغاري، 29 مارس 1954 – )
- ألينا بوز (14 يونيو 1998 – )
- أمين أحمد (لاعب كرة قدم بلغاري، 10 مارس 1996[41] – )
- إسماعيل عيسى (لاعب كرة قدم بلغاري، 26 يونيو 1989[42] – )
- إيفايلو مارينوف (ملاكم بلغاري، 12 يوليو 1960 – )
- إيمين نوري (لاعب كرة قدم سويدي، 22 يوليو 1985[43] – )
- بكر راسيم (لاعب كرة قدم بلغاري، 26 ديسمبر 1994[44] – )
- تيزدجان نايموفا (منافِسة أوليمبية بلغارية، 1 مايو 1987 – )
- سيرافيم تودوروف (ملاكم بلغاري، 6 يوليو 1969 – )
- طلعت باشا (1 سبتمبر 1874 – 15 مارس 1921[45])
- عصمت إينونو (ضابط تركي والرئيس الثاني للجمهورية التركية، 24 سبتمبر 1884[46][47][48] – 25 ديسمبر 1973[46][47][48])
- غوشو جينشيف (لاعب كرة قدم بلغاري، 2 ديسمبر 1969 – )
- فاطمة توبوز (كاتبة تركية، 9 أكتوبر 1862 – 13 يوليو 1936)
- محمد محمد (لاعب كرة قدم سويدي، 23 ديسمبر 1985[49] – )
- مراد إبراهيم (لاعب كرة قدم بلغاري، 11 يونيو 1987[50] – )

## وصلات خارجية
- موقع وزارة الخارجية البلغارية
- موقع وزارة الخارجية التركية